# 스오미의 이야기를 하자
스오미의 이야기를 하자(일본어: スオミの話をしよう, ALL ABOUT SUOMI)는 2024년 9월 13일에 개봉된 일본 영화이다. 각본과 연출은 미타니 코키, 주연은 나가사와 마사미. 미타니 감독에게는 기억에 없습니다으로부터 5년 만의 감독 영화로, 이 영화는 그의 아홉 번째 감독 영화이다.

## 출연
- 스오미 / 토키에다 - 나가사와 마사미
- 쿠사노 케이고 - 니시지마 히데토시
- 토카치 자에몬 - 마츠자카 토리
- 코이소 토미오 - 세토 코지
- 우오야마 다이키치 - 엔도 켄이치
- 우가진 마모루 - 코바야시 타카시
- 사무카와 시즈오 - 반도 야쥬로
- 오츠코츠 조쿠토라 - 토즈카 준키
- 아난 켄지
- 카지와라 젠
- 야부 - 미야자와 엠마

## 스태프
- 각본・감독 - 미타니 코키
- 제작 - 오타 료, 이치카와 미나미
- 프로듀서 - 타마이 히로마사, 이시즈카 쇼타
- 어소시에이트 프로듀서 - 이시하라 타카시[7]
- 라인 프로듀서 - 모리 켄쇼
- 촬영 - 야마모토 히데오(J.S.C.)
- 조명 - 오노 아키라
- 녹음 - 세가와 테츠오
- 미술 - 아베키 요지
- 음악 - 오기노 키요코
- 의상 디자인 - 우츠노미야 이쿠코
- 장식 - 타무라 잇토쿠
- 편집 - 마츠오 히로
- 스크립터 - 야마가타 유키코
- 음향 효과 - 쿠라하시 시즈오
- VFX 감독 - 다나카 타카시
- 미술 총감독 - 미타케 히로노리
- 아트 코디 - 스기야마 타카오리
- 캐스팅 - 스기노 고
- 조감독 - 코레야스 유우
- 제작 담당 - 나베시마 아키히로
- 배급 - 도호
- 제작 프로덕션 - 에피스코프
- 제작 - 후지 TV, 도호